# Геотуризм
Геотури́зм — це туризм, що зосереджується на геологічних і геоморфологічних особливостях місцевості та забезпечує їх збереження, сприяє здобуттю нових знань та підтримує сталий розвиток місцевих громад.
Існує два основних підходи до визначення геотуризму:
1. Геологічний туризм (вузьке розуміння) — різновид пізнавального туризму, що фокусується на геологічних об'єктах (таких як скелі, печери, вулкани, водоспади, скам'янілості) та процесах.[2] Метою є не лише отримання естетичних вражень, але й поглиблення геологічних знань.[2]
2. Географічний туризм (широке розуміння) — концепція, популяризована Національним географічним товариством США, що визначає геотуризм як діяльність, яка підтримує та посилює географічний характер місця, враховуючи його довкілля, культуру, естетику, спадщину та добробут місцевих жителів.[3][1] У цьому сенсі геотуризм є ширшим поняттям, ніж екотуризм та сталий туризм.[3]

Головною метою геотуризму є розвиток зацікавленості у геологічних та географічних знаннях серед широкого загалу, а також сприяння охороні геологічної спадщини.

## Етимологія та історія поняття
Термін «геотуризм» (англ. geotourism) вперше запропонував британський геолог Томас Хосе (Thomas Hose) у 1995 році. Причиною виникнення концепції стала зростаюча втрата цінних геологічних об'єктів (шахт, кар'єрів, природних відслонень) у Великій Британії наприкінці 1980-х років через програми рекультивації та будівельні проєкти.
Значний внесок у розвиток концепції зробили дослідники М'юрей Грей (Murray Gray), Росс Довлінг (Ross Dowling) і Девід Ньювсам (David Newsome). На початку 2000-х років National Geographic Society розробило Хартію геотуризму, яка пропагує ідею подорожей, що поважають інтереси місцевого населення та культурне й природне надбання місцевості, що сприяло поширенню ширшого, географічного тлумачення терміна.

## Геотуристичні продукти та об'єкти
Геотуристичні продукти (геопродукти) — це товари та послуги, пов'язані з неживою природою, що є елементом сталого регіонального розвитку.

### Класифікація геопродуктів
На основі європейського досвіду, зокрема польських дослідників (К. Міскєвіч, 2023), геотуристичні продукти поділяють на такі типи:
- Речі — геотуристичні путівники та карти, каталоги, інформаційні стенди, вебсайти, мобільні додатки, сувеніри (зразки мінералів та гірських порід, тематичні ігри).[4]
- Послуги — екскурсійний супровід, освітні послуги, організація подорожей.[4]
- Об'єкти — геологічні, мінералогічні та палеонтологічні музеї, геоцентри, парки динозаврів, облаштовані для відвідування об'єкти гірничої спадщини (шахти, кар'єри), кам'яні архітектурні споруди.[4]
- Події — геологічні фестивалі та пікніки, виставки-ярмарки мінералів та ювелірних виробів, заходи, пов'язані з гірничою спадщиною.[4]
- Шляхи — спеціально розроблені та ознаковані маршрути (геостежки, геостради), що об'єднують низку геотуристичних атракцій.[4]
- Території — комплексно організовані простори, як-от геопарки (національні або глобальні під егідою ЮНЕСКО) та інші території з виразною геологічною чи гірничодобувною спадщиною.[4]

### Об'єкти геотуристичного зацікавлення
До найпопулярніших об'єктів геотуризму належать:
- геологічні структури: тектонічні розломи, складки, каньйони;[2]
- гірські породи та мінерали, дорогоцінне каміння;[2]
- палеонтологічні об'єкти: скам'янілості та інші сліди давнього життя (наприклад, унікальне відслонення відкладів едіакарію в м. Могилів-Подільський);[2][4]
- вулкани, гейзери та інші прояви вулканічної активності (наприклад, вулкан Етна в Італії);[2][4]
- унікальні форми рельєфу: печери, водоспади, льодовики, дюни;[2]
- об'єкти культурної геологічної спадщини: старі шахти, тунелі, греблі, кам'яні архітектурні споруди;[2]
- об'єкти індустріального туризму: терикони, відстійники шахтних вод, кар'єри (наприклад, у Кривбасі).[4]

## Геотуризм в Україні
В Україні геотуризм є відносно новим напрямком, проте він має значний потенціал завдяки різноманітній геологічній будові та багатій природній і культурній спадщині. Розвиток галузі, що був призупинений через пандемію COVID-19 та повномасштабне російське вторгнення, розглядається як важливий елемент післявоєнного відновлення країни.

### Сучасний стан і проблеми
Актуальність розвитку геотуризму в Україні зумовлена необхідністю збереження геоспадщини та сталого розвитку регіонів.  Попри те, що розробка геотуристичних ініціатив триває в країні вже близько 15 років, відчувається брак інфраструктурно облаштованих шляхів, геоосвітніх центрів та якісних геотуристичних продуктів. Важливим завданням є налагодження співпраці з територіальними громадами, національними парками та місцевою владою для створення та імплементації геотуристичних проєктів.

### Геотуристичні шляхи та регіони
На території України, переважно на її заході, розроблено низку геотуристичних шляхів різного рівня:
- Транскордонні:
  - «Гео-Карпати» (Кросно — Борислав — Яремче) — українсько-польський шлях, створений у рамках Програми транскордонної співпраці, що охоплює 28 геотуристичних пунктів (скелі, геологічні відслонення, мінеральні джерела).[4]
  - «Історія, приправлена сіллю» — проєкт, що об'єднує пам'ятки солевидобутку Борислава та польської гміни Сянок.[4]
- Національні:
  - «Бурштиновий шлях» — віртуальний тематичний шлях, що охоплює Волинську та Рівненську області та пов'язаний з історією видобутку та експонування бурштину.[4]
- Регіональні та локальні:
  - Численні маршрути прокладено територіями національних природних парків, таких як «Подільські Товтри», «Синьогора», Карпатський національний природний парк», «Кременецькі гори».[4]
  - Популярністю користуються геотури на заході України: «Галицька Каліфорнія», «Кам'яний епос Поділля», «Львівським та Івано-Франківським Опіллям».[4]
  - Перспективними для розвитку геотуризму є унікальні геологічні об'єкти Житомирщини (Хорошівська громада, «Кам'яне село»), Тернопільщини (Дністровський каньйон, Товтровий кряж), Івано-Франківщини (Косівщина).[4]

### Проєкти індустріального геотуризму
На базі об'єктів гірничопромислової спадщини пропонується створення тематичних маршрутів, подібних до Європейського шляху індустріальної спадщини (ERIH).  Серед запропонованих маршрутів:
- Залізний шлях (Горішні Плавні — Кривий Ріг).[4] (
- Нафтовий шлях (Передкарпаття).[4] (
- Сольовий шлях (Дрогобич — Калуш — Солотвино).[4] (
- Карбоновий шлях (Червоноград — Західний Донбас).[4]
- Титановий шлях (Вільногірськ — Іршавськ).[4]

### Специфічні види геотуризму
В Україні з'являються нові форми активного пізнавального геотуризму.  Прикладом є голдпеннінг (англ. Goldpanning — промивання золота лотком), що поєднує спорт та ознайомлення з мінералогією розсипів. В Україні створено спільноту для розвитку цього напрямку з метою організації навчальних курсів та участі в міжнародних змаганнях.

## Охорона геоспадщини та геопарки
Збереження геологічної спадщини (геоконсервація) є ключовим завданням геотуризму. Ефективне управління геосайтами вимагає системного підходу до їх оцінки, моніторингу та захисту від ризиків деградації, яка може бути викликана як природними процесами, так і людським втручанням.
Сучасним світовим трендом збереження геоспадщини є створення геопарків — територій, де об'єкти міжнародного геологічного значення управляються згідно з концепцією захисту, освіти та сталого розвитку.  Ідея створення мережі геопарків в Україні активно обговорюється науковою спільнотою.  Це вимагає впровадження у національне законодавство таких понять, як «геосайт» і «геопарк», та розробки відповідних менеджмент-планів для потенційних територій.

## Сучасні технології в геотуризмі
Розвиток цифрових технологій значно розширив можливості для створення та популяризації геотуристичних продуктів.
- Геоінформаційні системи (ГІС): Програми як-от ArcGIS та QGIS використовуються для польового картографування, створення баз даних геотуристичних об'єктів та розробки інтерактивних карт.[4]
- Мобільні додатки: Такі застосунки, як SUDA Outdoors та Wikiloc, дозволяють створювати, записувати та ділитися геотуристичними маршрутами, використовуючи GPS-трекінг та фотофіксацію з геолокацією.[4]
- Віртуальний туризм: Віртуальні екскурсії, 3D-моделі об'єктів та онлайн-колекції музеїв (наприклад, «Віртуальний мікроскоп» Відкритого університету Великої Британії) роблять геологічні знання доступними для широкої аудиторії, незалежно від її місцезнаходження.[4]

## Геотуризм як освітня та професійна галузь
Зростання популярності геотуризму призвело до появи відповідних освітніх програм у закладах вищої освіти. В Україні, за прикладом європейських країн, розробляються освітньо-професійні програми (ОПП) для підготовки фахових молодших бакалаврів та магістрів у галузі геотуризму.
Такі програми поєднують блок геологічних дисциплін (мінералогія, петрографія, структурна геологія) з туристичними (краєзнавство, географія туризму, менеджмент, маркетинг).  Важливою складовою навчання є польові навчальні практики, які дозволяють студентам закріпити теоретичні знання та сформувати практичні фахові компетентності. Випускники можуть працювати в туристичних компаніях, органах місцевого самоврядування, національних парках, музеях та консалтингових фірмах.

## Галерея

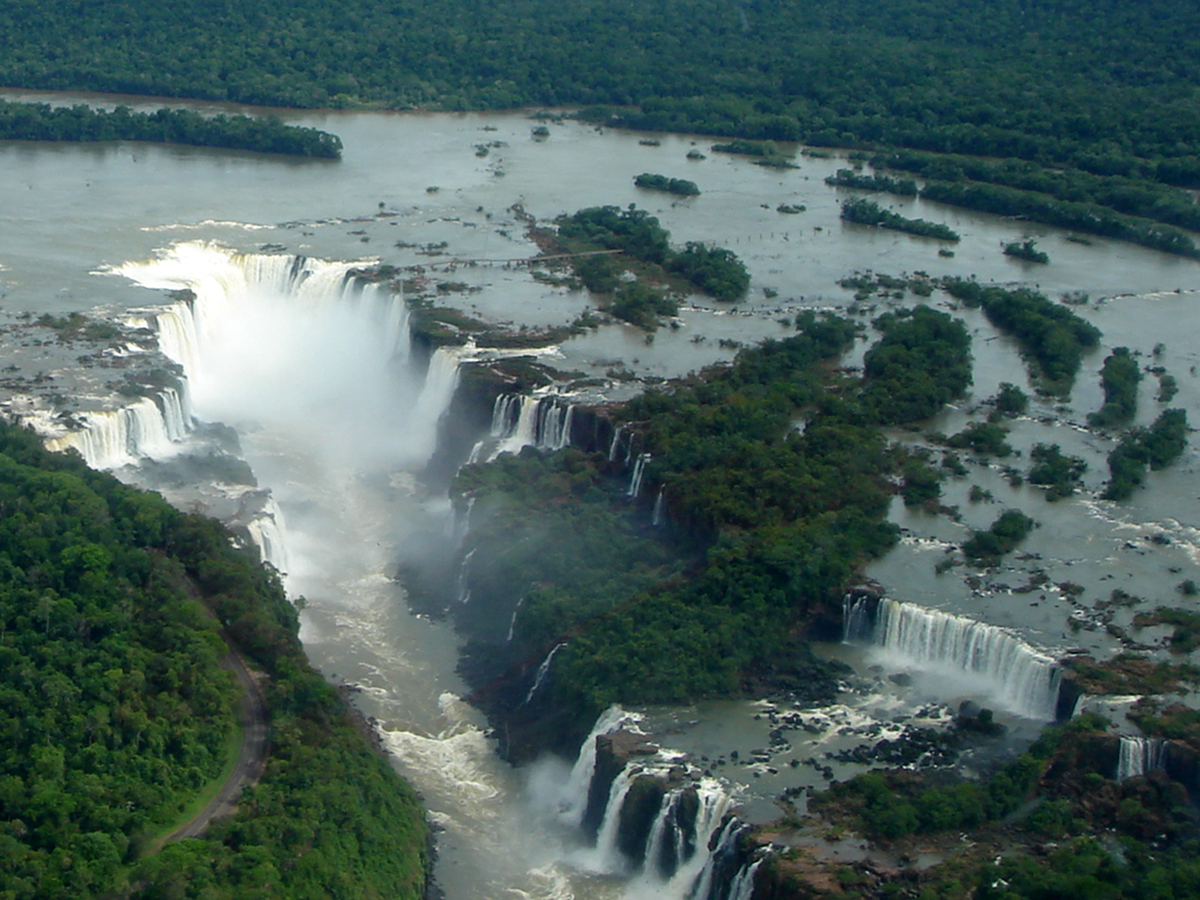
Панорама водоспаду Ігуасу, Бразилія/Аргентина
Оглядовий майданчик «Skywalk» над Гранд-Каньйоном, США
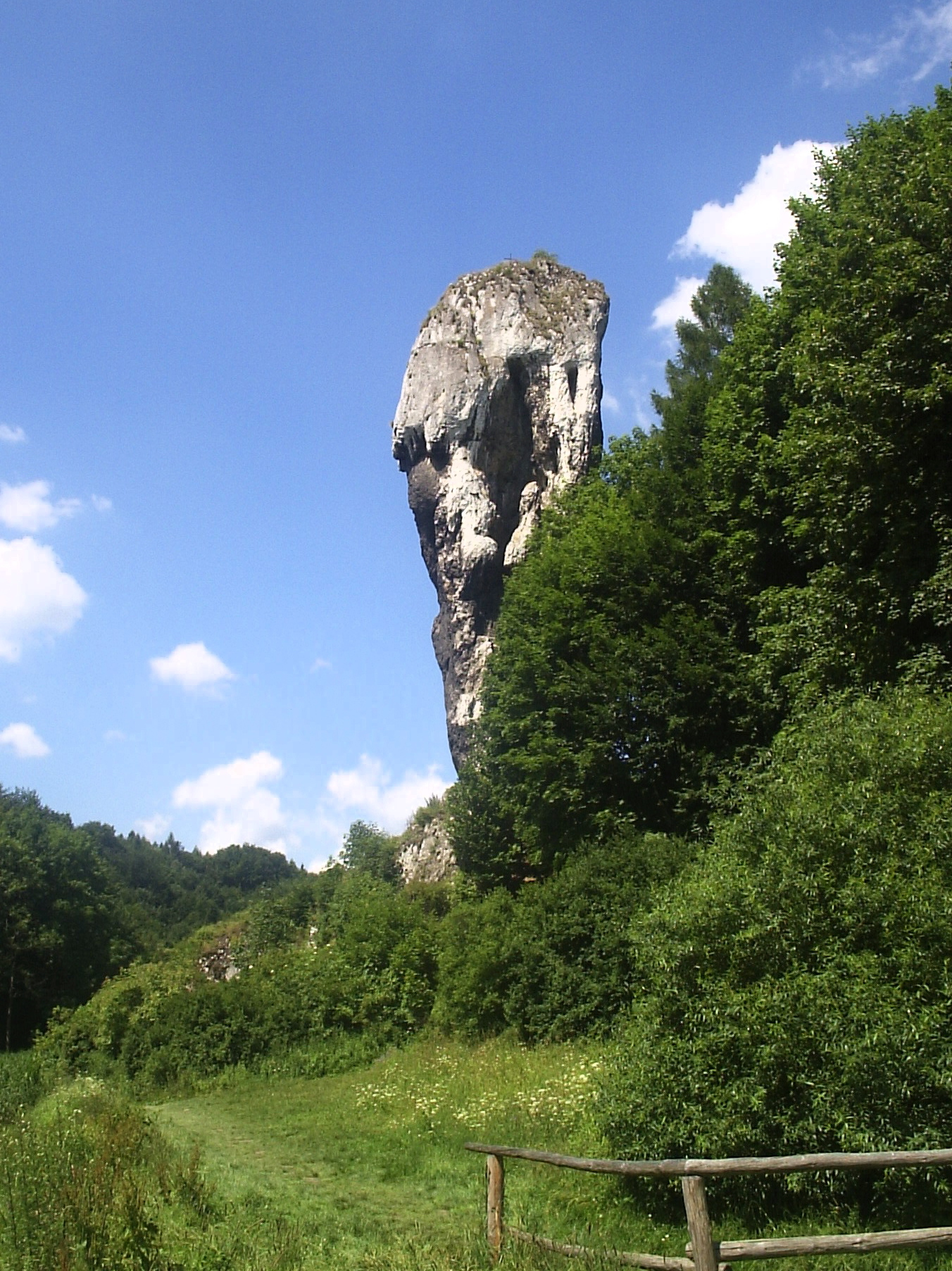
Скеля «Палиця Геркулеса», Ойцовський національний парк, Польща
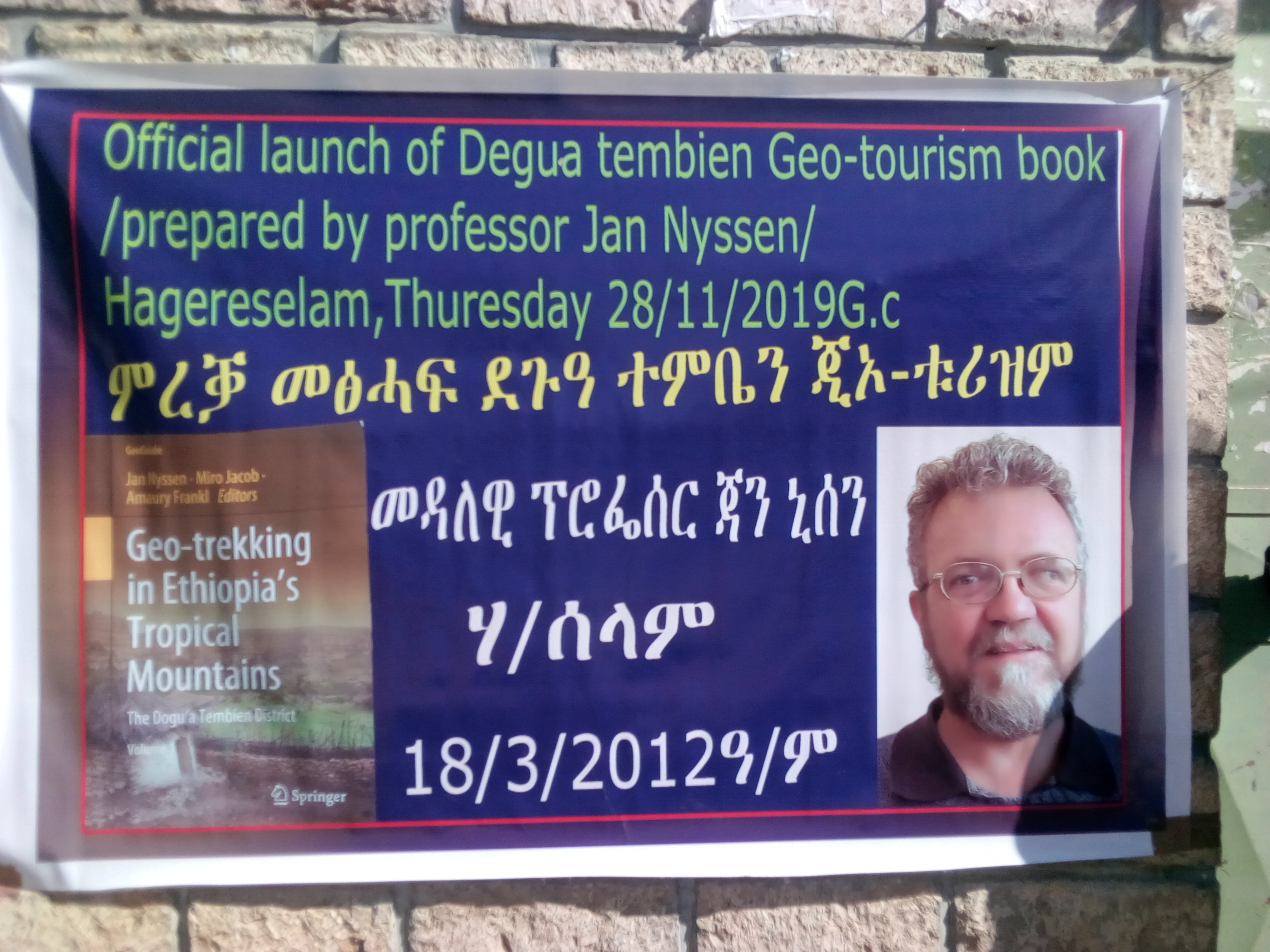
Презентація книги по геотуризму
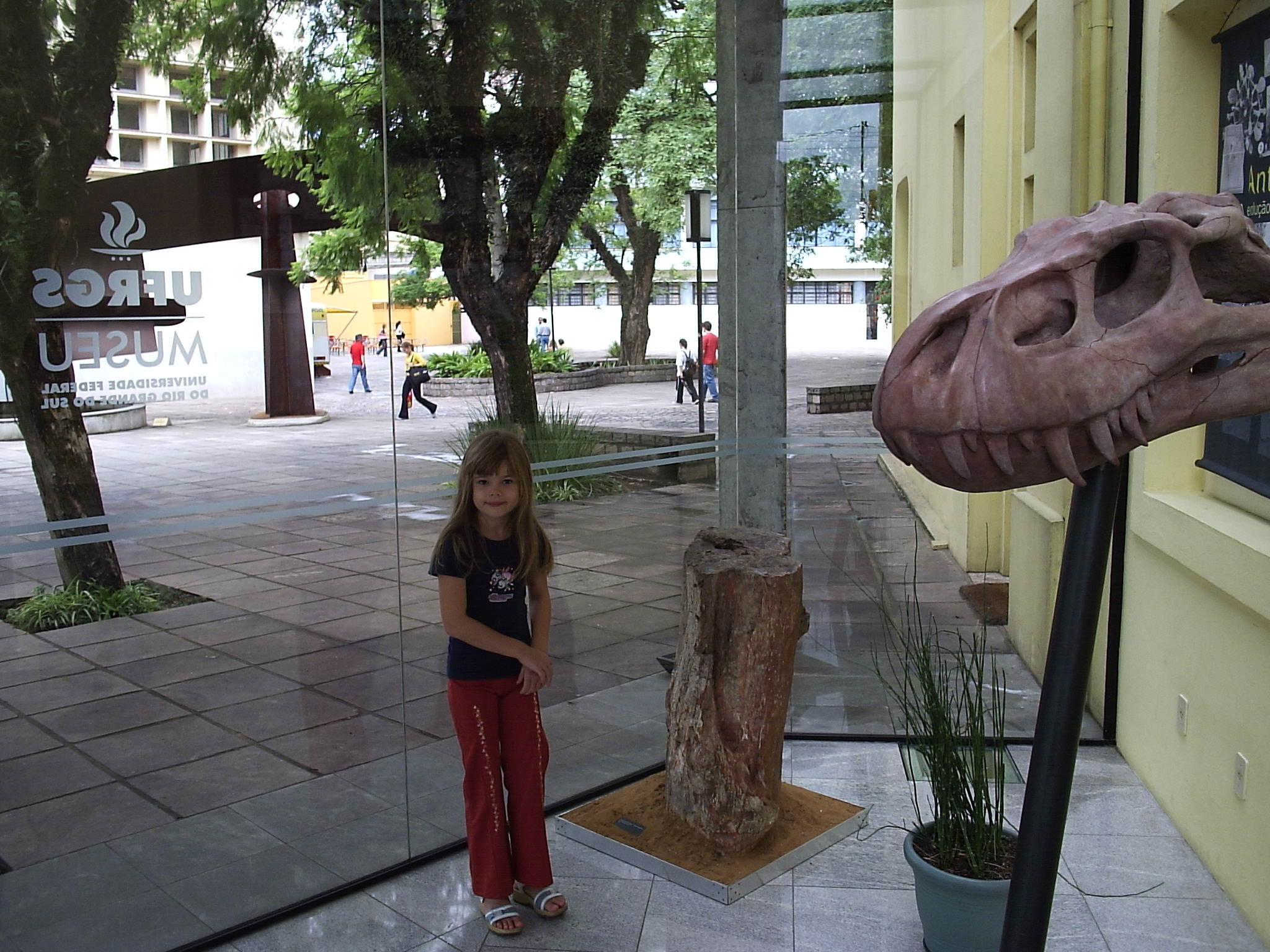
Геологічний музей Карамуру, Бразилія
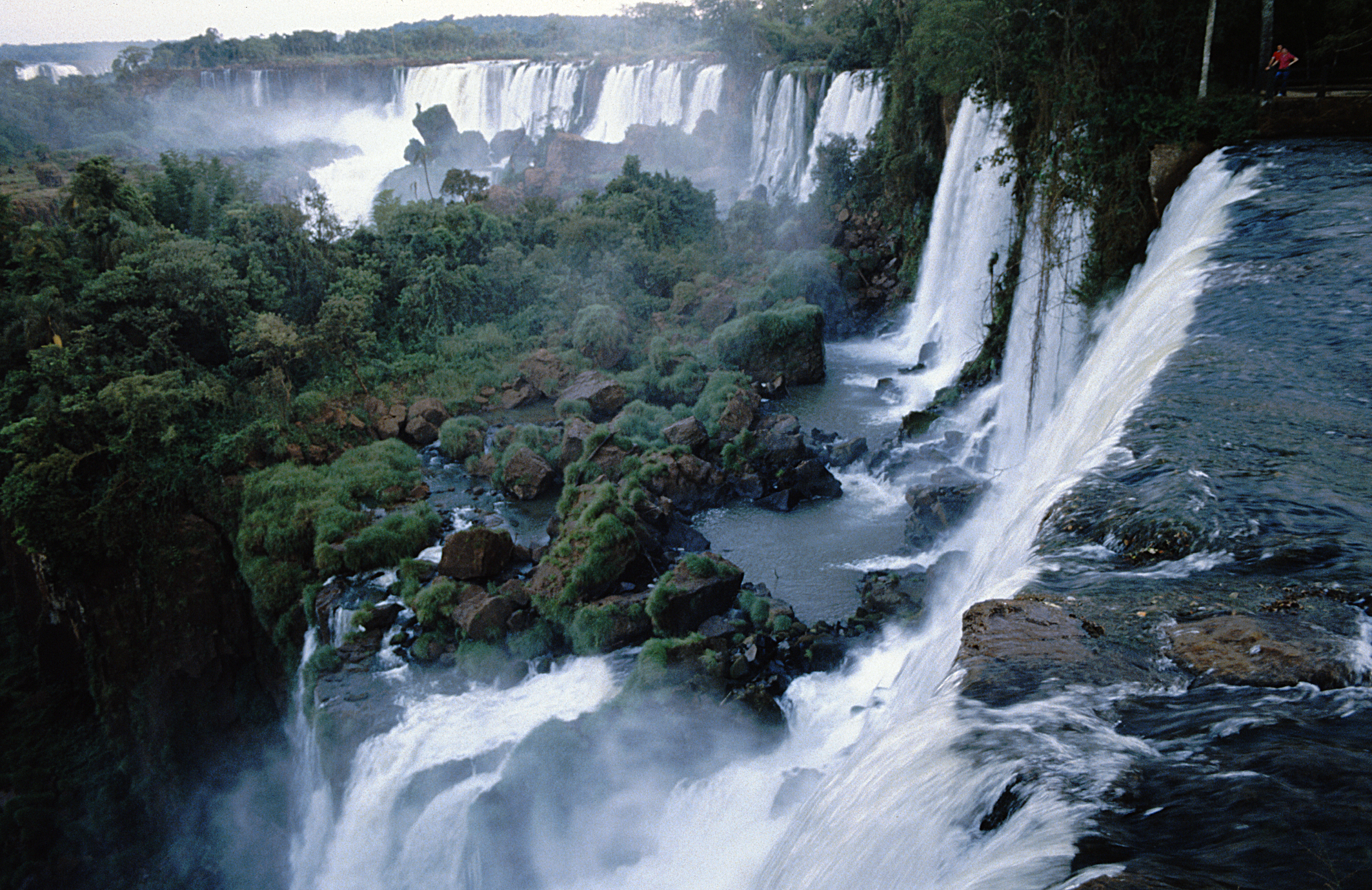
Водоспад Ігуасу